# Ludovic Youté
Ludovic Youté (* 24. února 1970) je bývalý kamerunský fotbalista.

## Fotbalová kariéra
V české lize hrál za SK Slavia Praha. Nastoupil v 1 ligovém utkání proti Zlínu a měl asistenci na gól. Ze Slavie odešel do tureckého týmu Vanspor Kulübü.

## Ligová bilance
| Ročník                          | Zápasy | Góly | Klub            |
| ------------------------------- | ------ | ---- | --------------- |
| 1. česká fotbalová liga 1993/94 | 1      | 0    | SK Slavia Praha |
| CELKEM 1. liga                  | 2      | 0    |                 |